# ARY Digital
Pour les articles homonymes, voir ARY.
ARY Digital est un réseau de télévision pakistanais dont le siège se trouve à Dubaï. Il émet au Pakistan, au Moyen-Orient, en Amérique du Nord et en Europe, en langue ourdoue.

## Histoire
ARY Digital est fondé au Royaume-Uni en décembre 2000. Il appartient au groupe ARY, créé par l'homme d'affaires pakistanais Abdul Razzak Yaqoob (ARY).

## Programmation
Séries
- Bay Khudi
- Khuda Mera Bhi Hai
- Moray Saiyaan
- Muqabil
- Rasm E Duniya

Émissions
- Good Morning Pakistan
- Jeeto Pakistan